# Intención genocida
La intención genocida es la mens rea (el elemento mental) del delito de genocidio. La intención de destruir es uno de los elementos del delito de genocidio según la Convención de 1948 sobre el genocidio. Existe un «debate sobre la intención» no resuelto acerca de si el dolo directo (es decir, que el autor cometió el acto con conocimiento de sus consecuencias perjudiciales y con el deseo de causar ese daño) debe probarse para condenar por genocidio, o si un criterio basado en el conocimiento debería bastar para condenar por genocidio.

## Definición y normativa legal
Para que un acto se clasifique como genocidio (en virtud de la Convención de 1948 sobre el genocidio), es esencial demostrar que los autores tenían un objetivo deliberado y específico (dolus specialis) de destruir físicamente al grupo basándose en su nacionalidad, etnia, raza o religión real o percibida. La intención de destruir la cultura del grupo o la intención de dispersar al grupo no es suficiente.
En 2019, la Investigación Nacional sobre Mujeres Indígenas Desaparecidas y Asesinadas de Canadá argumentó que, cuando se trata de la responsabilidad del Estado por genocidio, «la intención específica de un Estado de destruir a un grupo protegido solo puede probarse mediante la existencia de una política genocida o un patrón manifiesto de conducta».

## Interpretaciones judiciales

### Los tribunales penales internacionales
El Tribunal Penal Internacional para la antigua Yugoslavia (TPIY), el Tribunal Penal Internacional para Ruanda (TPIR) y el Tribunal Internacional de Justicia han dictaminado que, en ausencia de una confesión, la intención genocida puede probarse con pruebas circunstanciales, especialmente «la magnitud de las atrocidades cometidas, su carácter general, en una región o un país, o además, el hecho de dirigirse deliberada y sistemáticamente contra las víctimas por su pertenencia a un grupo determinado, excluyendo a los miembros de otros grupos».

### Criterios de intención
No hay controversia sobre el hecho de que probar el dolo directo cumpliría el requisito de intencionalidad de la Convención del delito de genocidio; el criterio más débil del dolo indirecto (es decir, que el autor no deseaba el daño, pero lo preveía como resultado cierto de sus acciones y cometió el acto con este conocimiento) está menos clara.
Algunos académicos sostienen que un criterio basado en el conocimiento facilitaría la obtención de condenas. Algunos de los casos de tribunales internacionales existentes, como Akayesu y Jelisić, han rechazado este criterio.
La absolución de Jelisić en virtud del criterio más oneroso fue controvertida, y un académico opinó que los nazis habrían quedado en libertad en virtud de la sentencia del TPIY. Cuando Radislav Krstić se convirtió en el primer serbio condenado por el TPIY en virtud del criterio basado en la finalidad, el tribunal de Krstić explicó que su decisión no descartaba un criterio basado en el conocimiento en virtud del derecho internacional consuetudinario (costumbre internacional).
En 2010, el Tribunal para los Jemeres Rojos se remitió al precedente del TPIR al debatir el papel de la intención genocida.

## Debate
En la Comisión de Investigación de las Naciones Unidas sobre la guerra de Darfur de 2004, Claus Kress argumentó que el TPIY y el TPIR eran incorrectos en su visión de la intención genocida de los individuos. Hans Vest defendió los papeles interrelacionados de la intención de un individuo y la expectativa del individuo de contribuir a una acción colectiva. Kjell Anderson discutió las formas de separar los papeles de las políticas colectivas y su interacción con la intención individual. Olaf Jenssen se mostró en desacuerdo con la falta de condena de Goran Jelisić por intención genocida, argumentando que la coherencia jurídica implicaría que algunos de los autores del Holocausto no habrían sido condenados por genocidio.

## Casos
- Akayesu: el tribunal rechazó el criterio basado en el conocimiento.
- Jelisić: absolución según la norma más onerosa, polémica por sus implicaciones.
- Krstić: primer serbio condenado por el TPIY según el criterio basado en la finalidad; no descartó un criterio de conocimiento según la costumbre internacional.